# Кохем

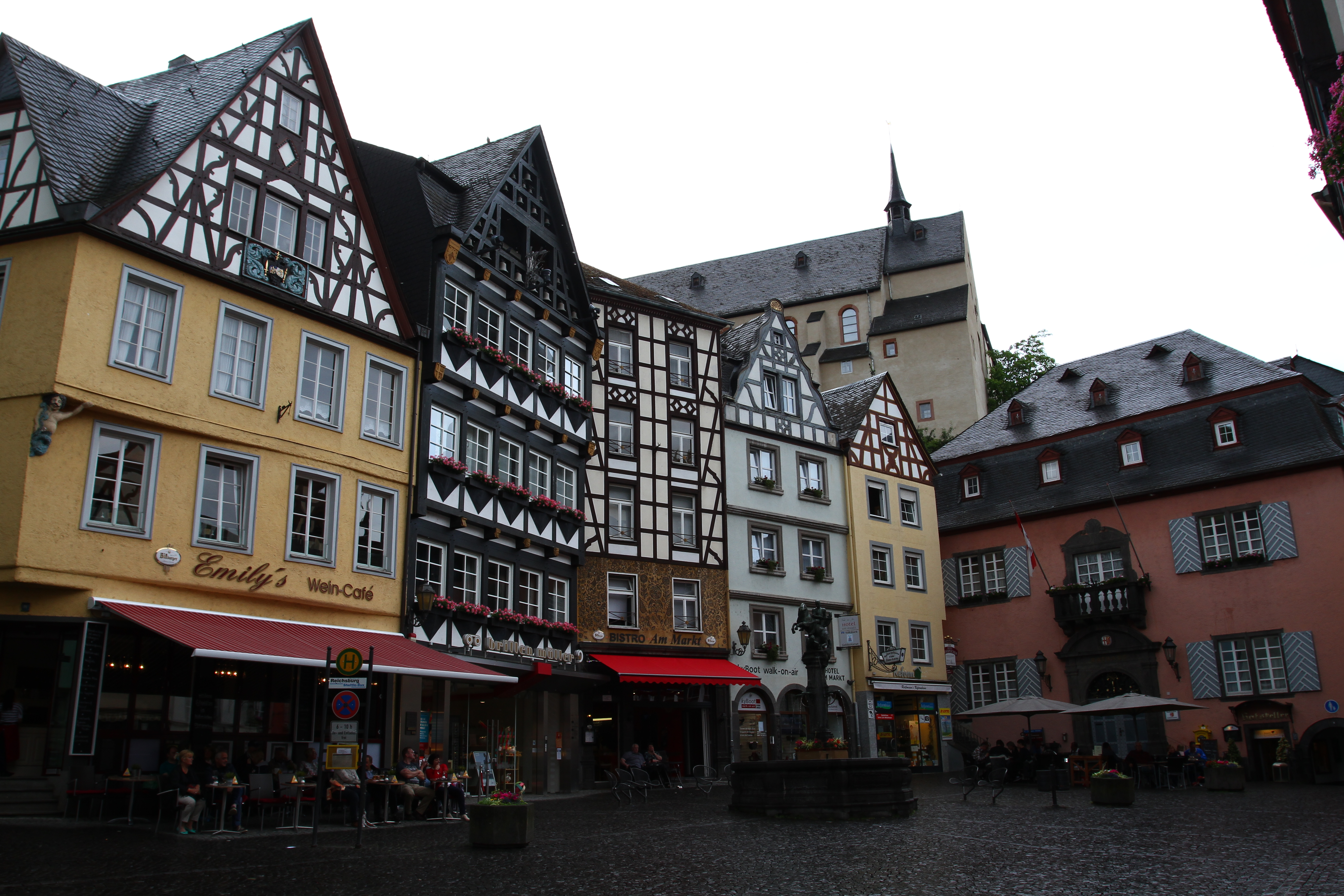
Кохем, центр города

Кохем (нем. Cochem) — город в Германии, районный центр, расположен в земле Рейнланд-Пфальц. Расположен на реке Мозель.
Входит в состав района Кохем-Целль. Население составляет 4929 человек (на 31 декабря 2010 года). Занимает площадь 21,21 км². Официальный код — 07 1 35 020.
Город подразделяется на 4 городских района.

## Достопримечательности
Главная достопримечательность — Кохемская крепость, впервые упомянутая в 1130 году. В крепости сохранились мебель эпох ренессанс и барокко. Вдоль склона холма, на котором стоит крепость, расположены виноградники, из урожая которых изготавливаются известные мозельские вина. Также в Кохеме есть старинная мельница горчицы, построенная в 1810 году, и канатная дорога, высота которой достигает 255 метров над морем.

## Фотографии

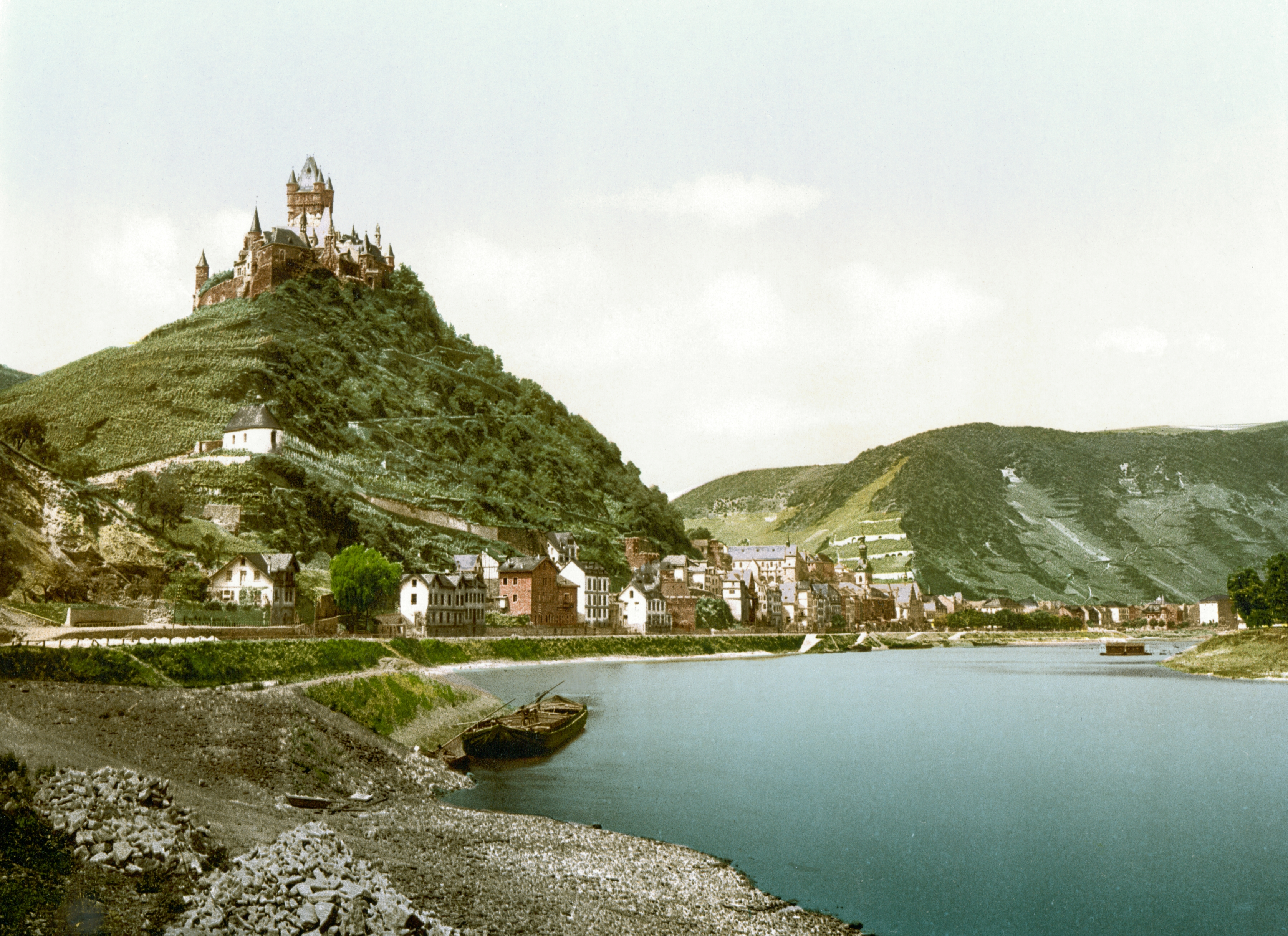
Вид на Мозель
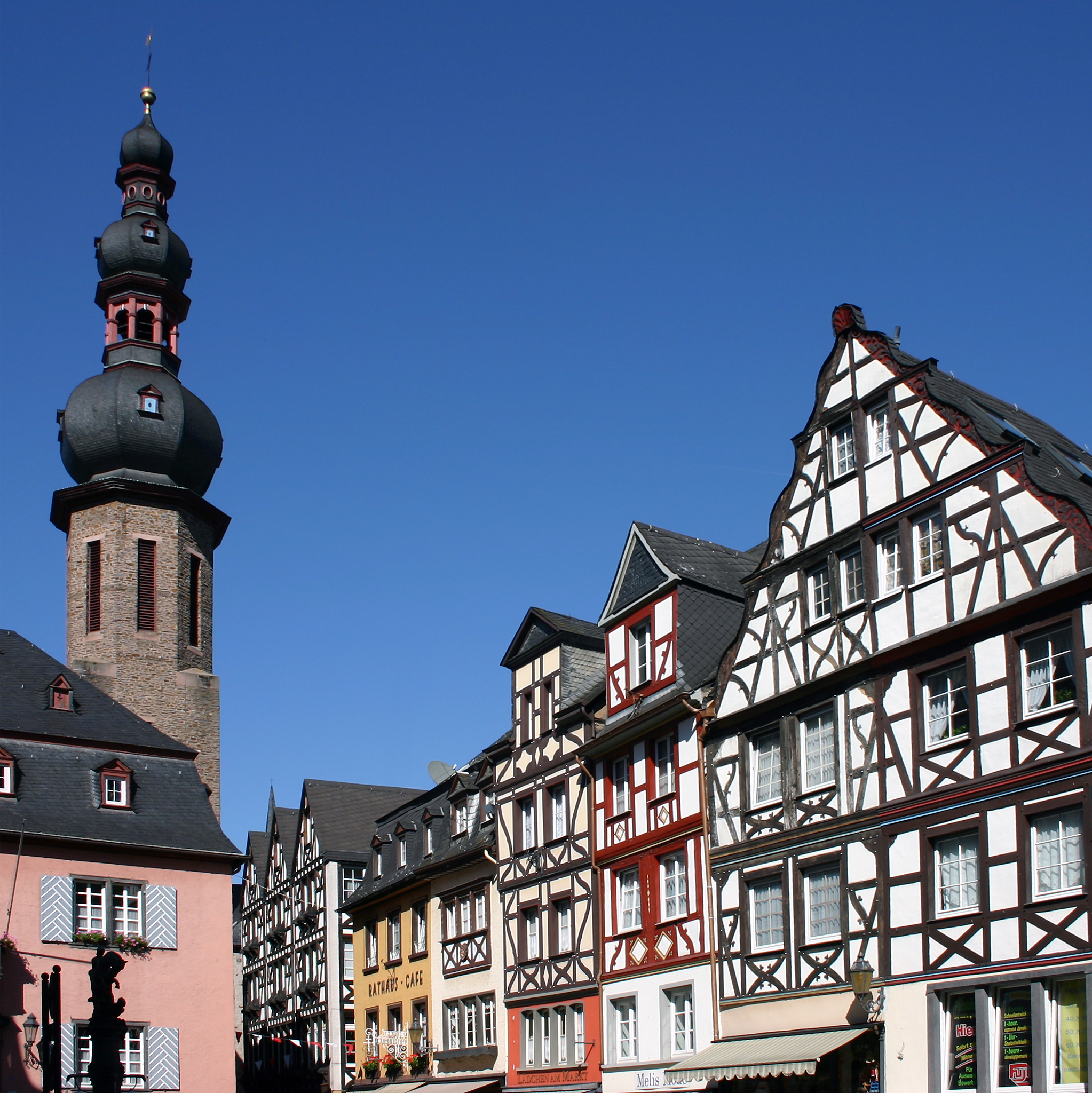
Рыночная площадь
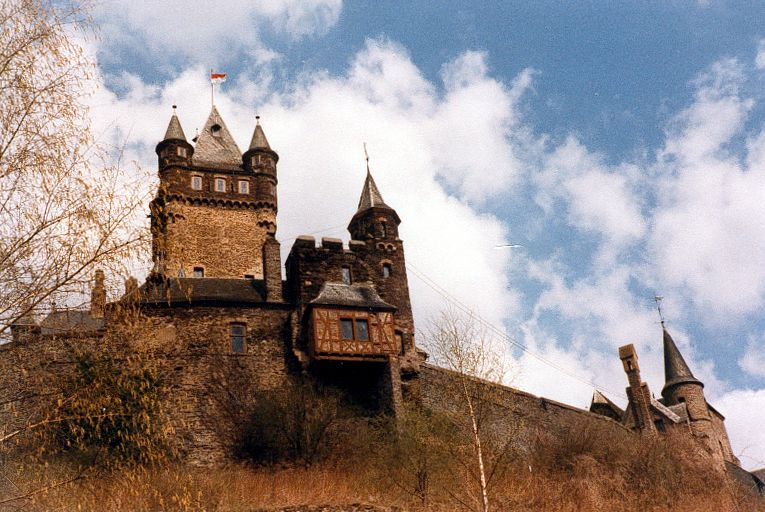